# Scytodes kinsukus
Scytodes kinsukus là một loài nhện trong họ Scytodidae.
Loài này thuộc chi Scytodes. Scytodes kinsukus được miêu tả năm 1975 bởi Patel.